# لوکا واکرمن
لوکا واکرمن (ایتالیایی: Luca Wackermann؛ زادهٔ ۱۳ مارس ۱۹۹۲) دوچرخه‌سوار اهل ایتالیا است.
از باشگاه‌هایی که در آن رکاب زده‌است می‌توان به تیم یوای‌ئی امارات، تیم یوای‌ئی امارات، ویلیر تریستینا–سله ایتالیا، و باردیانی–سی‌اس‌اف اشاره کرد.